# Kemi
Kemi (en sami septentrional: Giepma) es una ciudad portuaria y un municipio de la  Laponia, en el oeste de Finlandia. Está construida en la desembocadura del homónimo río Kemi, el más largo del país, en la costa noroeste del golfo de Botnia.
En 2022, el municipio tenía una población de 19 505 habitantes.
Se encuentra a 28 kilómetros al este de Tornio, ciudad fronteriza con Suecia.

## Historia
Kemi fue fundada en 1869 por Decreto Real, a causa de la profundidad de su costa, lo que facilitó la construcción de un puerto.
La principal actividad económica de Kemi se centra en dos grandes fábricas de papel, y en la única mina de cromo en Europa (la cual abastece a la planta ferrocromática de Outokumpu en Tornio). También cuenta con una universidad politécnica.
Kemi también es famosa por tener el castillo de nieve más grande del mundo (construido cada año con una arquitectura distinta).

## Ciudades hermanadas
- Tromsø, Noruega

## Puntos de interés
- Iglesia de Kemi
- Castillo de Nieve
- Galería de Gemas
- El rompehielos Sampo[4]

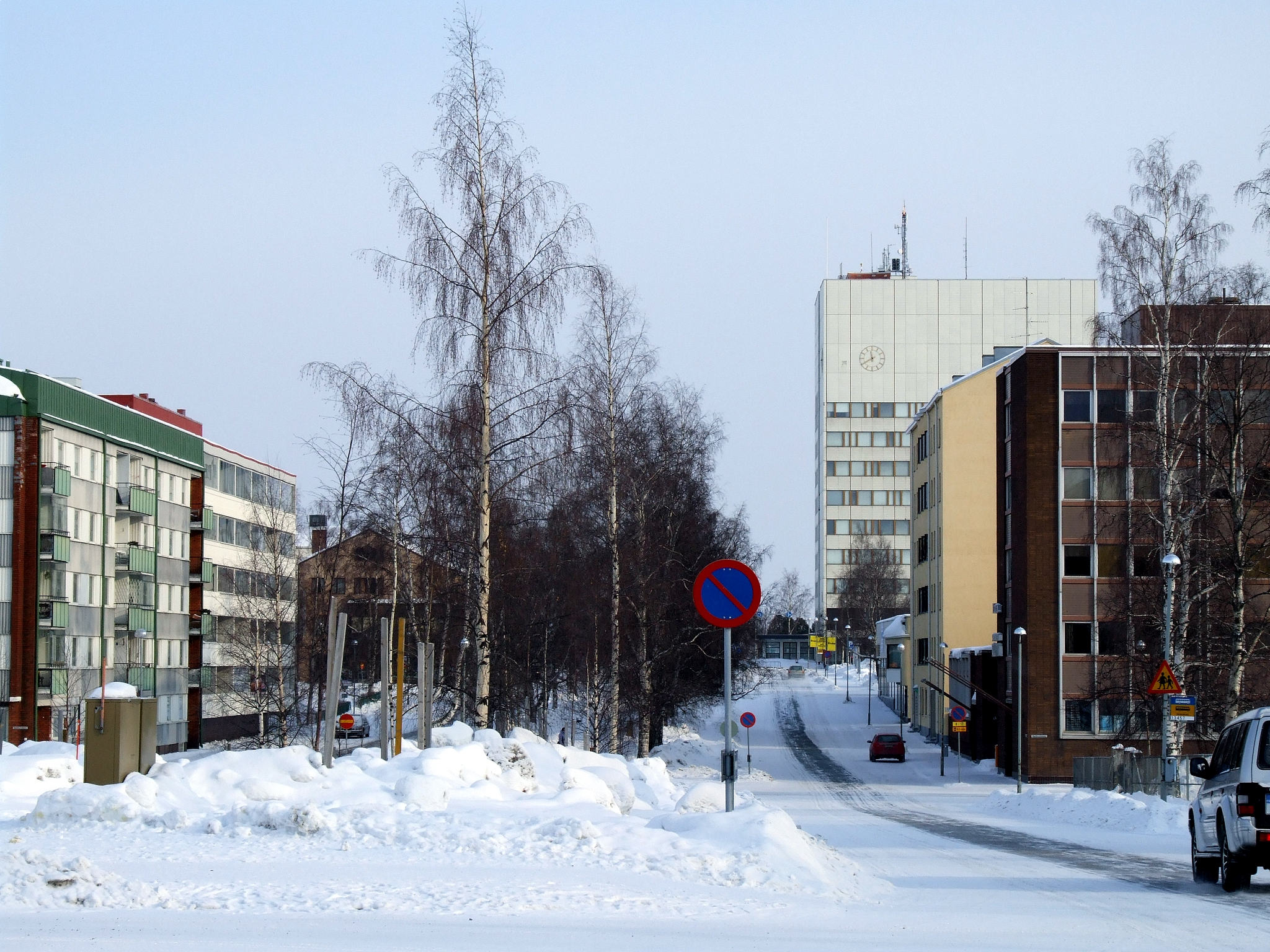
Calle Meripuistokatu, con el Ayuntamiento de Kemi al fondo
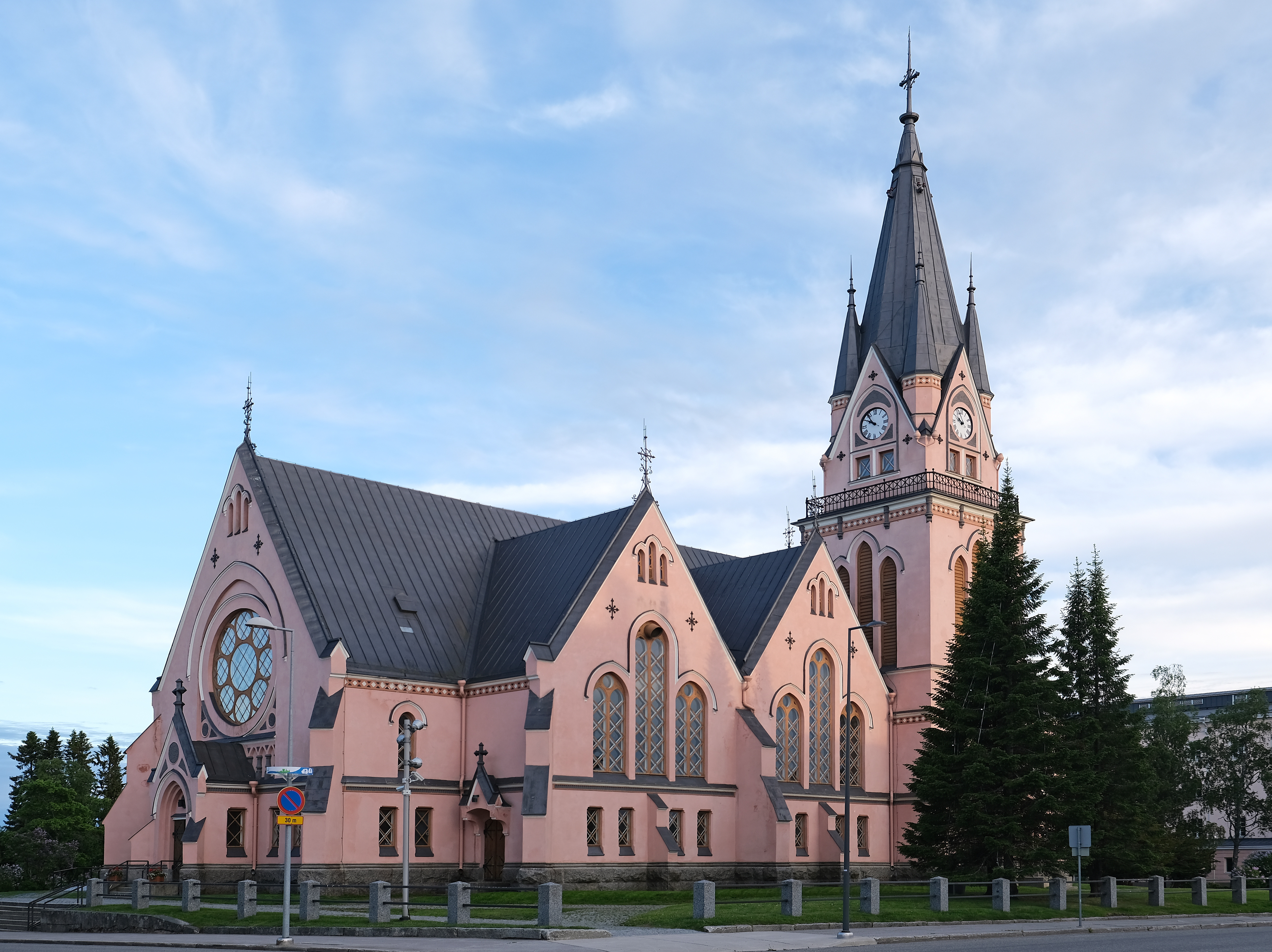
La iglesia neogótica de Kemi
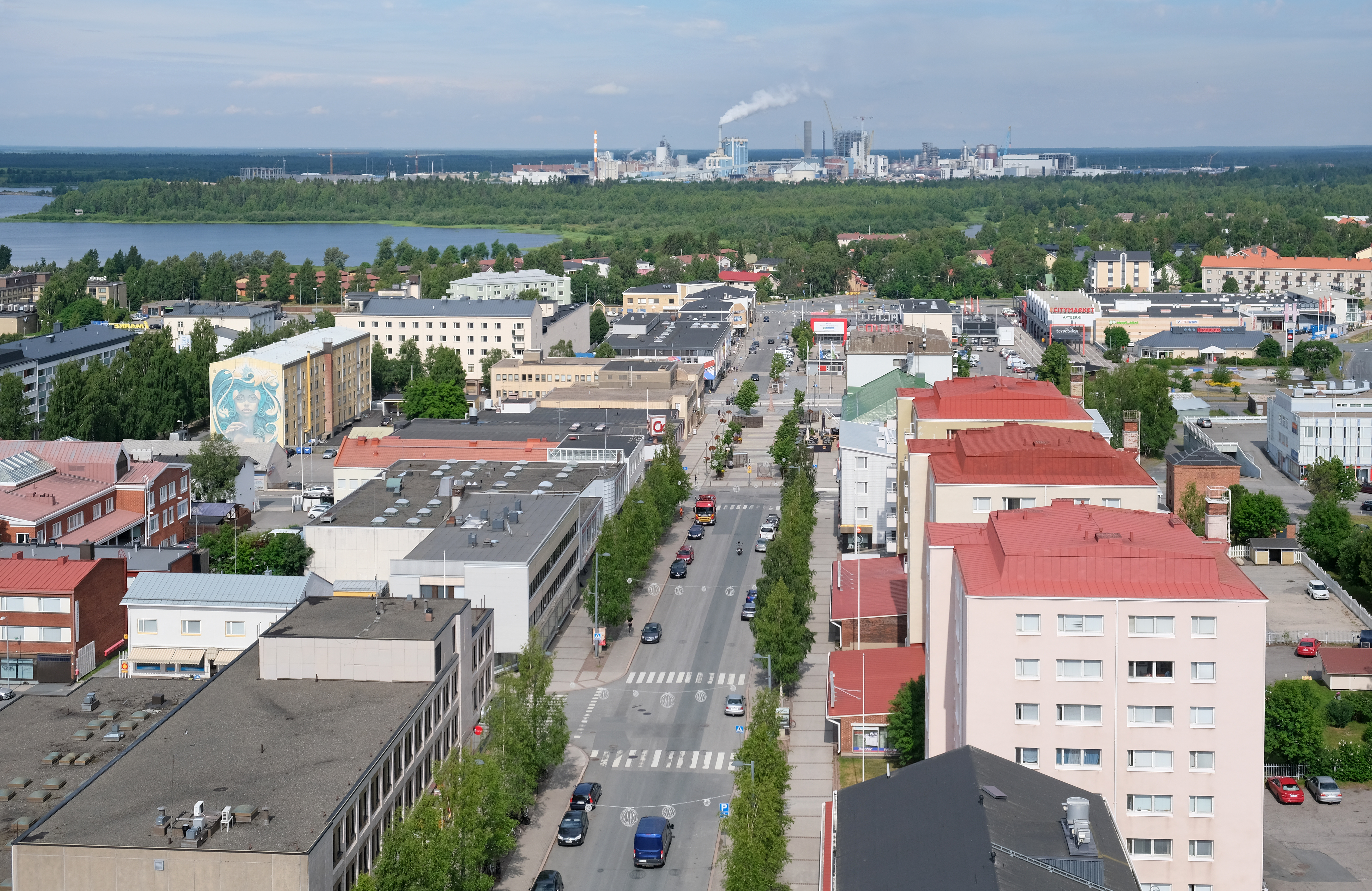
Kemi en 2022

## Miscelánea
- Kemi es la ciudad natal de la popular banda de Power metal finlandesa Sonata Arctica